# Acanthoperga
Acanthoperga – rodzaj błonkówek z rodziny Pergidae.

## Taksonomia
Rodzaj ten został opisany w 1894 roku przez Johna Shippa. Gatunkiem typowym jest Perga cameronii.

## Zasięg występowania
Przedstawiciele tego rodzaju występują w Australii oraz na Nowej Gwinei.

## Systematyka
Do  Acanthoperga zaliczane są 4 gatunki:
- Acanthoperga cameronii
- Acanthoperga leucomelas
- Acanthoperga marlatti
- Acanthoperga melanocera